# Малый Кугланур
Малый Кугланур (мар. Изи Кугланур) — деревня в Оршанском районе Республики Марий Эл. Входит в состав Шулкинского сельского поселения.

## География
Находится в северной части республики Марий Эл на расстоянии приблизительно 29 км по прямой на северо-восток от районного центра посёлка Оршанка.

## История
Деревня была основана поселенцами из деревни Колянур Яранского уезда. В 1848 году в деревне Малый Кугланур числилось 4 хозяйства, проживал 41 человек. В 1866 году в деревне в 11 дворах проживали 130 человек, в 1891 25 дворов и 195 жителей (152 мари и 43 русских). В 1925 году в деревне насчитывалось 207 человек и 44 хозяйства, в 1940 187 и 43 соответственно. В 2003 году в деревне оставалось 10 хозяйств. В советское время работали колхозы «Маяк», им. Молотова, им. Горького и позднее СПК "Колхоз «Кугланур».

## Население
Население составляло 50 человек (мари 88 %) в 2002 году, 46 в 2010.